# Attentat à la bombe d'Old Bailey en 1973
L'attentat d'Old Bailey de 1973 (surnommé « Jeudi sanglant » par les journaux britanniques) est un attentat à la voiture piégée perpétré par l'IRA provisoire (IRA) devant le palais de justice d'Old Bailey le 8 mars 1973. L'attaque a été menée par une unité de service actif (ASU) de 11 personnes de la brigade de Belfast de l'IRA provisoire. L'unité a également fait exploser une deuxième bombe à l'extérieur du ministère de l'Agriculture, près de Whitehall à Londres, à peu près au même moment où la bombe d'Old Bailey a explosé.
Il s'agissait de la première attaque majeure de l'IRA provisoire en Angleterre depuis le début des Troubles à la fin des années 1960. Un civil britannique est décédé d'une crise cardiaque attribuée à l'attentat. Les estimations du nombre de blessés causés par les deux explosions varient entre 180 et 220. Deux bombes supplémentaires ont été découvertes et désamorcées. Neuf personnes originaires de Belfast ont été condamnées six mois plus tard pour l'attentat, un individu a réussi à s'échapper et un autre a été acquitté pour avoir fourni des informations à la police.

## Arrière-plan
Les troubles se poursuivaient en Irlande du Nord et dans une moindre mesure en république d'Irlande depuis la fin des années 1960. Les émeutes, les manifestations, les fusillades, les attaques de tireurs d'élite, les attentats à la bombe et les passages à tabac étaient devenus partie intégrante de la vie quotidienne dans de nombreux endroits d'Irlande du Nord, en particulier dans les quartiers ouvriers les plus pauvres de Belfast et de Derry. Ces événements, entre autres, ont contribué à accroître le sectarisme et à stimuler le recrutement dans les groupes paramilitaires républicains irlandais et loyalistes de l'Ulster et dans les forces de sécurité, principalement le régiment de défense de l'Ulster nouvellement créé.
L'Angleterre avait été relativement épargnée par la violence, mais le Conseil de l'armée de l'IRA avait élaboré des plans pour une campagne d'attentats qui devait y avoir lieu au début de 1973. À la fin des années 1960 et au début des années 1970, les paramilitaires loyalistes avaient mené des attentats à la bombe à Dublin et d’autres parties de la république d’Irlande à plusieurs reprises avant que l’IRA ne commence sa propre campagne en Angleterre. L'attention médiatique engendrée par les attentats de Dublin de la fin 1972 et de janvier 1973 perpétrés par les loyalistes, qui ont tué trois personnes et en ont blessé plus de 150, a poussé l'IRA à décider de mener sa campagne en Grande-Bretagne en retour. Billy McKee a donné au journaliste Peter Taylor la raison supplémentaire selon laquelle l'IRA avait décidé de mener des attentats en Angleterre plus tôt que prévu en cas d'urgence, et qu'elle commençait à s'affaiblir en Irlande. L'arrestation de hauts responsables de l'IRA en république d'Irlande et en Irlande du Nord, comme Máire Drumm, Seán Mac Stíofáin, Ruairí Ó Brádaigh et Martin McGuinness à la fin de 1972 , a contribué à convaincre l'IRA de poser les bombes en Angleterre pour soulager l'organisation en Irlande.
L'IRA a sélectionné les volontaires qui constitueraient l'ASU pour une opération d'attentats à la bombe en Angleterre qui devait avoir lieu le 8 mars 1973. Ce même jour, un scrutin frontalier – boycotté par les nationalistes et les catholiques romains  – se tenait à Belfast. Des volontaires des trois bataillons de la brigade de Belfast de l'IRA furent sélectionnés pour la mission de bombardement. L'équipe comprenait Gerry Kelly, 19 ans (futur député du Sinn Féin), Robert « Roy » Walsh, 24 ans (expert en fabrication de bombes de Belfast), Hugh Feeney (volontaire de l'IRA né à Belfast et expert en explosifs), et deux sœurs, Marian, 19 ans, et Dolours Price, 22 ans, de Belfast, issues d'une famille résolument républicaine. Ils étaient accompagnés de cinq autres volontaires moins connus de Belfast : Martin Brady, 22 ans, William Armstrong, 29 ans, Paul Holmes, 19 ans, William McLarnon, 19 ans, et Roisin McNearney, 18 ans.

## Les attentats
Quelques jours avant l'attentat, les dirigeants de l'IRA ASU, parmi lesquels figuraient les sœurs Marian et Dolours Price, se sont rendus à Londres et ont choisi quatre cibles : l'Old Bailey, le ministère de l'Agriculture, un bureau de recrutement de l'armée près de Whitehall et New Scotland Yard. Ils ont ensuite fait rapport à leur commandant en chef à Belfast, et le Conseil de l'armée de l'IRA a donné son feu vert. Selon Marian Price, les bombes ont été fabriquées en Irlande et transportées à Londres par ferry.
Les Britanniques ont été avertis par la Royal Ulster Constabulary du voyage de l'ASU en Angleterre, mais elle n'a pas été en mesure de fournir des détails quant à la cible.
Les chauffeurs et les volontaires qui devaient amorcer les bombes se sont réveillés à 6 heures et ont conduit les voitures piégées vers leurs cibles. Gerry Kelly et Roy Walsh les ont amenées à Old Bailey. Il était prévu qu'au moment où les bombes exploseraient, vers 15 heures, l'ASU serait de retour en Irlande. La voiture piégée de New Scotland Yard a été découverte à 8h30  par un policier qui a remarqué une différence dans la plaque d'immatriculation, . L'équipe de déminage a commencé à retirer 5 livres (2,3 kg) de sacs d'explosifs et les à mis à part de sorte que si la bombe se déclenchait, la force de l'explosion serait considérablement réduite. Les démineurs ont finalement trouvé les fils du détonateur, qui passaient sous le siège passager avant de la voiture ; Peter Gurney, un membre éminent de New Scotland Yard, a coupé les fils du détonateur, désamorçant ainsi la bombe.
Cependant, la bombe située à Old Bailey explosa, blessant de nombreuses personnes et causant d'importants dégâts. Scotland Yard a déclaré avoir averti la police de la ville de Londres à 14h01 de rechercher près de l'Old Bailey une Ford Cortina verte ; la voiture n'a été localisée qu'à 14h35 et a explosé à 14h49 alors que la police évacuait la zone. En guise de souvenir, un éclat de verre provenant de l'explosion est conservé, encastré dans le mur en haut de l'escalier principal. Plusieurs autres personnes ont été blessées par l'explosion d'une voiture piégée près du ministère de l'Agriculture, ce qui porte le nombre total de blessés à plus de 200. Un Britannique de 60 ans, Frederick Milton, est décédé d'une crise cardiaque.
Dolours Price écrit dans ses mémoires : « Des avertissements ont été donnés par téléphone, mais les gens étaient restés là, curieux de voir... Si les gens ignoraient les avertissements et restaient là bouche bée, ils étaient stupides. Le nombre de blessés est dû à la curiosité et à la stupidité». Les membres de l'ASU ont été arrêtés alors qu'ils essayaient de quitter le pays à l'aéroport d'Heathrow avant les explosions car la police avait été prévenue des attentats et contrôlait tous les passagers à destination de Belfast et de Dublin. Tous les dix ont donné de faux noms qui ne correspondaient pas à leurs documents et ont été arrêtés. Le volontaire de l'IRA qui avait donné l'alerte une heure avant l'explosion des bombes fut le seul à ne pas avoir été capturé,.

## Tribunal et sentence
Les volontaires de l'IRA ont dû être jugés au tribunal de la Couronne de Winchester qui siégeait au château de Winchester, car l'Old Bailey avait été détruit par l'explosion de la voiture piégée. Le procès a duré dix semaines et s'est déroulé sous des conditions de sécurité extrêmement strictes. William McLarnon a plaidé coupable de tous les chefs d'accusation le premier jour du procès. Le 14 novembre 1973, un jury a reconnu six hommes et deux femmes coupables des attentats. Le jury a acquitté Roisin McNearney en échange d'informations et une nouvelle identité lui a été attribuée. Alors que son verdict était rendu, les autres accusés commencèrent à fredonner la « Marche Morte » de Saul, et l'un d'eux lui jeta une pièce de monnaie en criant « Prends ton prix du sang avec toi » alors qu'elle quittait le banc des accusés en larmes. Six des neuf personnes condamnées ont admis être membres de l'IRA provisoire .
Le juge a condamné les huit accusés à la réclusion à perpétuité pour les attentats et à 20 ans pour conspiration, tandis que William McLarnon, 19 ans, dont la famille avait été forcée de quitter son domicile en août 1969, a été condamné à 15 ans de prison. Il a crié « Debout, l'IRA provisoire ! » au moment où sa sentence a été lue. Alors qu'ils étaient conduits vers les cellules situées sous le tribunal, plusieurs accusés ont salué leurs proches et amis dans la galerie publique, en levant le poing, en criant « Gardez la tête haute » et « Bonne chance ». Les sœurs Price entamèrent immédiatement une grève de la faim, bientôt suivies par Feeney et Kelly, pour obtenir le droit de ne pas effectuer de travail en prison et d'être rapatriées dans une prison en Irlande. Les grèvistes de la faim ont finalement pu subir leur peine en Irlande dans le cadre de la trêve de 1975 conclue entre l'IRA et les Britanniques. Kelly a participé à l'évasion de la prison Maze en 1983 et il est devenu membre d'une unité spéciale de l'IRA aux Pays-Bas ; il a été repris trois ans plus tard par les autorités néerlandaises et extradé.
En 1984, Patrick Brady (36 ans), un laitier et frère de Martin Brady, a été assassiné par les Ulster Freedom Fighters à Belfast. Le ministère de l'Intérieur de Londres a refusé d'autoriser Martin Brady à assister aux funérailles de son frère au cimetière de Miltown à Belfast.

## De nouveaux attentats de l'IRA en Angleterre
La bombe d'Old Bailey a marqué le début d'une campagne soutenue d'attentats en Angleterre. L'attentat suivant perpétré par l'IRA en Angleterre fut celui des gares de King's Cross et d'Euston, qui blessa 13 personnes et causa d'importants dégâts. Une autre attaque importante cette année-là fut l'attentat de Westminster en 1973, qui fit 60 blessés. Deux autres personnes allaient mourir en Angleterre à cause des attentats de l'IRA en 1973, portant le total à trois pour l'année dans cette partie du Royaume-Uni. L'année  1974, fut l'année la plus sanglante des Troubles en dehors de l'Irlande du Nord, avec plus de 70 personnes tuées en république d'Irlande et en Angleterre. Trente-quatre personnes ont été tuées dans les attentats de Dublin et de Monaghan, 21 dans les attentats du pub de Birmingham, 12 dans l' attentat contre le car M62 et plusieurs personnes ont été tuées par le gang de Balcombe Street de l'IRA.
Marian Price, l'un des poseurs de bombes d'Old Bailey, a expliqué le raisonnement de l'IRA pour s'attaquer à l'Angleterre. « Ça ne semblait pas important si c'était des Irlandais qui mouraient. » Donc, si la lutte armée devait réussir, il fallait « la porter au cœur de l'establishment britannique ». D'où le choix de cibles symboliques comme le Old Bailey : « les cibles ont été soigneusement choisies ».

## Sources
- Projet CAIN
- Ed Moloney, Voices From The Grave : La guerre de deux hommes en Irlande
- Peter Taylor, Derrière le masque : l'IRA et le Sinn Fein